# Ontslag (gezondheidszorg)
Ontslag betekent in de gezondheidszorg dat de behandeling van de zorgverlener is beëindigd. Het is het moment waarop een patiënt, of client afhankelijk van de aard van zorg, wordt ontslagen uit een zorginstelling. Dit gebeurt wanneer de behandelende artsen van mening zijn dat de patiënt voldoende is hersteld of dat verdere zorg elders (bijvoorbeeld thuis of in een revalidatiecentrum) kan plaatsvinden.
Onderdeel van het ontslag is vaak;
- het opstellen van een ontslagbrief met medische informatie,
- instructies voor verdere behandeling of medicatie,
- nazorg of afspraken voor controlebezoeken.